# تيتان ستوديوز
تيتان ستوديوز (بالإنجليزية: Titan Studios)‏ ، هي شركة ألعاب فيديو أمريكية سابقة، كانت تهتم بتطوير ألعاب الفيديو، وكانت تتمركز في سياتل واشنطن الأمريكية، أفتتحت في شهر يونيو عام 2008م وأغلقت عام 2011م. أشهر ألعابها كانت، فات برينسيس، التي صدرت على جهاز بلاي ستيشن 3 عام 2009.